# Rosso Orvietano Sangiovese
Il Rosso Orvietano Sangiovese è un vino DOC la cui produzione è consentita nella provincia di Terni.

## Caratteristiche organolettiche
- colore: rosso rubino tendente al granato con l'invecchiamento
- odore: vinoso, caratteristico
- sapore: asciutto, armonico, gradevolmente tannico se giovane, piacevolmente amarognolo fruttato

## Produzione
Provincia, stagione, volume in ettolitri
- nessun dato disponibile